# Чехословакия на зимних Олимпийских играх 1976
Чехословакия принимала участие в Зимних Олимпийских играх 1976 года в Инсбруке (Австрия) в двенадцатый раз за свою историю, и завоевала одну серебряную медаль.

## Состав сборной
Сборную Чехословакии представляли 58 спортсменов: 11 женщин и 47 мужчин, они соревновались в 9 видах спорта:
- биатлон
- бобслей
- горные лыжи
- лыжные гонки
- лыжное двоеборье
- прыжки на лыжах с трамплина
- санный спорт
- фигурное катание
- хоккей с шайбой.

Самой юной участницей сборной была 14-летняя фигуристка Ева Дуришинова, самым старшим — 36-летний бобслеист Иржи Паулат. Знаменосцем был хоккеист Олдржих
 Махач.

## Результаты по видам спорта

### Биатлон
Соревнования проходили в Зефельде, было разыграно 2 комплекта наград:
- 6 февраля — Индивидуальная гонка на 20 км (мужчины)
- 13 февраля — Эстафета 4 х 7,5 км (мужчины)

Индивидуальная гонка среди мужчин
Одна минута добавляется за каждый промах с попаданием во внешнее кольцо, две минуты добавляются за полный промах.
| Дистанция | Спортсмены      | Время      | Штраф | Скорректированное время | Место |
| --------- | --------------- | ---------- | ----- | ----------------------- | ----- |
| 20 км     | Йозеф Малинский | 1’19:09.18 | 9     | 1’28:09.18              | 44    |
| 20 км     | Ладислав Жижка  | 1’19:09.03 | 4     | 1’23:09.03              | 24    |
| 20 км     | Антонин Кржиж   | 1’17:11.36 | 4     | 1’21:11.36              | 17    |

Эстафета 4 x 7,5 км среди мужчин
За каждый промах назначается штрафной круг длиной 200 метров.
| Место | Страна          | Биатлонист | Стрельба | Стрельба | Стрельба | Этап  | Этап       | Гонка      | Гонка    | Отста вание |
| ----- | --------------- | ---------- | -------- | -------- | -------- | ----- | ---------- | ---------- | -------- | ----------- |
| Место | Страна          | Биатлонист | Лёжа     | Стоя     | Всего    | Время | Место      | Время      | Место    | Отста вание |
| 9     | Чехословакия    |            | 2        | 2        | 4        |       |            | 2:09:06.63 |          | 11:10.99    |
| 9     |                 |            |          |          |          |       |            |            |          |             |
| 9     | Ладислав Жижка  | 0          | 0        | 0        | 31:45.67 | 5     | 31:45.67   | 5          | 1:58.23  |             |
| 9     | Мирослав Совиш  | 0          | 1        | 1        | 31:49.7  | 8     | 1:03:34.74 | 5          | 3:30.51  |             |
| 9     | Антонин Кржиж   | 2          | 1        | 3        | 32:32.81 | 11    | 1:36:07.55 | 8          | 6:58.52  |             |
| 9     | Зденек Павличек | 0          | 0        | 0        | 32:59.8  | 10    | 2:09:06.63 | 9          | 11:10.99 |             |

### Бобслей
Соревнования по бобслею прошли с 6 по 14 февраля в Игльсе, пригороде Инсбрука. Использовалась трасса, уже принимавшая олимпийские соревнования 12 лет назад. Длина трассы составила 1220 м, она имела 14 изгибов при среднем градиенте 8,5 %. Чехословакия была представлена только в соревнованиях двухместных экипажей среди мужчин, они прошли 6 и 7 февраля.
| Команда (боб) | Спортсмены              | Соревнование     | 1 заезд | 1 заезд | 2 заезд | 2 заезд | 3 заезд | 3 заезд | 4 заезд | 4 заезд | Итог    | Итог  |
| Команда (боб) | Спортсмены              | Соревнование     | Время   | Место   | Время   | Место   | Время   | Место   | Время   | Место   | Время   | Место |
| ------------- | ----------------------- | ---------------- | ------- | ------- | ------- | ------- | ------- | ------- | ------- | ------- | ------- | ----- |
| TCH-1         | Иржи Паулат Вацлав Сува | Мужчины — двойки | 57.78   | 17      | 57.74   | 17      | 57.97   | 20      | 58.22   | 20      | 3:51.71 | 17    |

### Горнолыжный спорт
Соревнования прошли с 5 по 13 февраля. Соревнования по скоростному спуску проходили на горе Пачеркофель, по остальным видам — возле деревни Аксамер Лицум. Данные соревнования одновременно считались соревнованиями 24 чемпионата мира по горнолыжному спорту.
Мужчины
| Спортсмен      | Соревнование      | 1 спуск        | 1 спуск | 2 спуск | 2 спуск | Итог           | Итог  |
| Спортсмен      | Соревнование      | Время          | Место   | Время   | Место   | Время          | Место |
| -------------- | ----------------- | -------------- | ------- | ------- | ------- | -------------- | ----- |
| Милослав Сохор | Скоростной спуск  |                |         |         |         | 1:53.48        | 40    |
| Богумир Земан  | Скоростной спуск  |                |         |         |         | 1:51.27        | 33    |
| Богумир Земан  | Гигантский слалом | 1:49.10        | 26      | 1:48.46 | 24      | 3:37.56        | 23    |
| Милослав Сохор | Гигантский слалом | 1:47.46        | 13      | 1:46.07 | 13      | 3:33.53        | 11    |
| Богумир Земан  | Слалом            | не финишировал | –       | –       | –       | не финишировал | –     |
| Милослав Сохор | Слалом            | 1:03.11        | 15      | 1:06.50 | 14      | 2:09.61        | 14    |

Женщины
| Спортсменка              | Соревнование      | 1 спуск | 1 спуск | 2 спуск         | 2 спуск | Итог            | Итог  |
| Спортсменка              | Соревнование      | Время   | Место   | Время           | Место   | Время           | Место |
| ------------------------ | ----------------- | ------- | ------- | --------------- | ------- | --------------- | ----- |
| Яна Шолтысова-Гантнерова | Скоростной спуск  |         |         |                 |         | 1:55.02         | 33    |
| Дагмар Кузманова         | Скоростной спуск  |         |         |                 |         | 1:54.81         | 32    |
| Яна Шолтысова-Гантнерова | Гигантский слалом |         |         |                 |         | 1:34.00         | 25    |
| Дагмар Кузманова         | Гигантский слалом |         |         |                 |         | 1:30.69         | 9     |
| Яна Шолтысова-Гантнерова | Слалом            | 51.34   | 22      | не финишировала | –       | не финишировала | –     |
| Дагмар Кузманова         | Слалом            | 48.62   | 9       | 47.08           | 10      | 1:35.70         | 9     |

### Лыжные гонки
Соревнования прошли с 5 по 14 февраля в местечке Зефельд, в 17 километрах от Инсбрука. На этой Олимпиаде изменилась формула женской эстафеты, она впервые в истории Олимпийских игр прошла по формуле 4*5 км (а не 3*5 км, как было ранее). Все гонки, кроме эстафет, проходили с раздельным стартом участников. Старт и финиш гонок происходил на стадионе «Ланлауфцентрум», который был построен к зимним Олимпийским играм 1964 года.
Мужчины — индивидуальная гонка
| Дистанция | Спортсмен       | Результат  | Результат |
| Дистанция | Спортсмен       | Время      | Место     |
| --------- | --------------- | ---------- | --------- |
| 15 км     | Станислав Геных | 48:31.23   | 46        |
| 15 км     | Милан Яры       | 47:50.01   | 39        |
| 15 км     | Ян Файставр     | 47:25.77   | 35        |
| 15 км     | Франтишек Шимон | 47:24.90   | 34        |
| 30 км     | Ян Михалко      | 1’38:40.28 | 46        |
| 30 км     | Иржи Беран      | 1’38:39.61 | 45        |
| 30 км     | Франтишек Шимон | 1’38:34.16 | 44        |
| 30 км     | Милан Яры       | 1’35:52.55 | 26        |
| 50 км     | Станислав Геных | 2’48:00.27 | 30        |
| 50 км     | Ян Файставр     | 2’45:19.91 | 17        |
| 50 км     | Иржи Беран      | 2’44:51.80 | 15        |
| 50 км     | Милан Яры       | 2’44:51.16 | 14        |

Мужская эстафета 4 × 10 км
| Спортсмены                                           | Результат  | Результат |
| Спортсмены                                           | Время      | Место     |
| ---------------------------------------------------- | ---------- | --------- |
| Франтишек Шимон Милан Яры Иржи Беран Станислав Геных | 2’12:49.99 | 10        |

Женщины — индивидуальная гонка
| Дистанция | Спортсменка                | Результат | Результат |
| Дистанция | Спортсменка                | Время     | Место     |
| --------- | -------------------------- | --------- | --------- |
| 5 км      | Мирослава Яшковска         | 17:26.48  | 23        |
| 5 км      | Анна Пасярова              | 16:54.98  | 15        |
| 5 км      | Габриэла Свободова-Секаёва | 16:53.22  | 13        |
| 5 км      | Бланка Паулу               | 16:41.65  | 10        |
| 10 км     | Алена Бартошова            | 34:18.73  | 35        |
| 10 км     | Габриэла Свободова-Секаёва | 32:28.76  | 19        |
| 10 км     | Бланка Паулу               | 32:06.54  | 17        |
| 10 км     | Анна Пасярова              | 31:44.97  | 13        |

Женская эстафета 4 × 5 км
Эстафета прошла 12 февраля.
| Место в командном зачёте | Страна Спортсменки                                                               | Время                                          |
| 6                        | Чехословакия · Анна Пасярова · Габриэла Секаёва · Алена Бартошова · Бланка Паулу | 1:11:27.83 18:13.77 17:34.71 17:56.91 17:42.44 |

### Лыжное двоеборье
Соревнования прошли с 8 по 9 февраля, они включали:
- прыжки с нормального трамплина (три попытки, из которых засчитыавлись две лучших)
- 15-километровая лыжная гонка

Был разыгран 1 комплект наград по сумме двух этих этапов.
| Спортсмен       | Соревнование         | Прыжки с трамплина | Прыжки с трамплина | Прыжки с трамплина | Прыжки с трамплина | Лыжная гонка | Лыжная гонка | Лыжная гонка | Итог   | Итог  |
| Спортсмен       | Соревнование         | 1 дистанция        | 2 дистанция        | Очки               | Место              | Время        | Очки         | Место        | Очки   | Место |
| --------------- | -------------------- | ------------------ | ------------------ | ------------------ | ------------------ | ------------ | ------------ | ------------ | ------ | ----- |
| Йозеф Поспишил  | Индивидуальный зачёт | 69.5               | 77.0               | 197.9              | 12                 | 50:14.69     | 200.03       | 10           | 397.93 | 12    |
| Франтишек Земан | Индивидуальный зачёт | 72.0               | 72.5               | 189.9              | 21                 | 51:00.17     | 193.21       | 16           | 383.11 | 15    |

### Прыжки на лыжах с трамплина
| Спортсмен      | Соревнование        | 1 прыжок  | 1 прыжок | 2 прыжок  | 2 прыжок | Итог  | Итог  |
| Спортсмен      | Соревнование        | Дистанция | Очки     | Дистанция | Очки     | Очки  | Место |
| -------------- | ------------------- | --------- | -------- | --------- | -------- | ----- | ----- |
| Иво Феликс     | Нормальный трамплин | 75.0      | 105.3    | 76.0      | 107.4    | 212.7 | 26    |
| Карел Кодейшка | Нормальный трамплин | 76.0      | 108.4    | 78.0      | 114.1    | 222.5 | 18    |
| Рудольф Хёнль  | Нормальный трамплин | 78.0      | 112.6    | 78.5      | 111.4    | 224.0 | 16    |
| Ярослав Балкар | Нормальный трамплин | 81.0      | 118.9    | 81.5      | 120.7    | 239.6 | 4     |
| Рудольф Хёнль  | Большой трамплин    | 85.5      | 92.7     | 78.5      | 82.4     | 175.1 | 34    |
| Йинржих Балкар | Большой трамплин    | 88.0      | 94.7     | 81.0      | 83.4     | 178.1 | 27    |
| Карел Кодейшка | Большой трамплин    | 88.0      | 95.2     | 79.0      | 80.6     | 175.8 | 31    |
| Ярослав Балкар | Большой трамплин    | 88.0      | 98.7     | 86.0      | 95.9     | 194.6 | 14    |

### Санный спорт
Соревнования по санному спорту на зимних Олимпийских играх 1976 года прошли с 4 по 7 февраля на санно-бобслейной трассе в австрийской деревне Игльс недалеко от Инсбрука.
Мужчины
| Спортсмен         | 1 заезд | 1 заезд | 2 заезд | 2 заезд | 3 заезд | 3 заезд | 4 заезд | 4 заезд | Итог     | Итог  |
| Спортсмен         | Время   | Место   | Время   | Место   | Время   | Место   | Время   | Место   | Время    | Место |
| ----------------- | ------- | ------- | ------- | ------- | ------- | ------- | ------- | ------- | -------- | ----- |
| Станислав Птачник | 54.450  | 19      | 53.810  | 16      | 53.207  | 14      | 53.371  | 12      | 3:34.838 | 14    |
| Йиндржих Земан    | 54.377  | 17      | 53.974  | 20      | 53.701  | 20      | 54.068  | 20      | 3:36.167 | 18    |
| Владимир Ресль    | 54.109  | 15      | 59.068  | 37      | 53.418  | 17      | 53.640  | 16      | 3:40.235 | 23    |

(Мужчины) двойки
| Спортсмен                     | 1 заезд | 1 заезд | 2 заезд | 2 заезд | Итог     | Итог  |
| Спортсмен                     | Время   | Место   | Время   | Место   | Время    | Место |
| ----------------------------- | ------- | ------- | ------- | ------- | -------- | ----- |
| Йиндржих Земан Владимир Ресль | 43.315  | 7       | 43.511  | 7       | 1:26.826 | 6     |

Женщины
| Спортсменка             | 1 заезд | 1 заезд | 2 заезд | 2 заезд | 3 заезд | 3 заезд | 4 заезд | 4 заезд | Итог     | Итог  |
| Спортсменка             | Время   | Место   | Время   | Место   | Время   | Место   | Время   | Место   | Время    | Место |
| ----------------------- | ------- | ------- | ------- | ------- | ------- | ------- | ------- | ------- | -------- | ----- |
| Дана Спаленская-Бедлова | 43.560  | 9       | 43.063  | 10      | 43.178  | 12      | 43.405  | 11      | 2:53.206 | 10    |

### Хоккей с шайбой
В предварительном туре 2 февраля 1976 команда Чехословакии легко разгромила команду Болгарии со счётом 14:1 (3:0, 6:1, 5:0).
Главным украшением турнира стало противостояние сборных СССР и Чехословакии: сборная Чехословакии пострадала от гриппа, вследствие чего матч против Польши они проводили с 12 игроками на скамейке. Чехословакии, однако, засчитали поражение во встрече после того, как допинг-тест одного из игроков оказался положительным. В финальном поединке трудную победу одержала сборная СССР со счётом 4:3.
Мужчины
| 6 февраля 1976  | Чехословакия | - | Финляндия    | 2:1  | (0:1, 1:0, 1:0) |
| 8 февраля 1976  | Чехословакия | - | США          | 5:0  | (1:0, 1:0, 3:0) |
| 10 февраля 1976 | Чехословакия | - | Польша       | 7:11 | (3:1, 1:0, 3:0) |
| 12 февраля 1976 | Чехословакия | - | ФРГ          | 7:4  | (4:0, 3:2, 0:2) |
| 14 февраля 1976 | СССР         | - | Чехословакия | 4:3  | (0:2, 2:0, 2:1) |

1) в связи с допингом у игрока сборной Чехословакии, этой команде было засчитано поражение со счётом 0:1, но Польше очков не начислено.
|    |              | Сыграно матчей | Выигрыш | Ничья | Поражение | Шайбы | Разница | Очки |
| -- | ------------ | -------------- | ------- | ----- | --------- | ----- | ------- | ---- |
| 1. | СССР         | 5              | 5       | 0     | 0         | 40:11 | +29     | 10   |
| 2. | Чехословакия | 5              | 3       | 0     | 2         | 17:10 | +7      | 6    |
| 3. | ФРГ          | 5              | 2       | 0     | 3         | 21:24 | −3      | 4    |
| 4. | Финляндия    | 5              | 2       | 0     | 3         | 19:18 | +1      | 4    |
| 5. | США          | 5              | 2       | 0     | 3         | 15:21 | −6      | 4    |
| 6. | Польша       | 5              | 0       | 0     | 5         | 9:37  | −28     | 0    |

### Фигурное катание
Мужчины
| Спортсмен       | Обязательные фигуры | Короткая программа | Произвольная программа | Баллы  | Сумма мест | Место в итоговом протоколе |
| --------------- | ------------------- | ------------------ | ---------------------- | ------ | ---------- | -------------------------- |
| Зденек Паздирек | 8                   | 13                 | 12                     | 172.48 | 106        | 12                         |

Женщины
| Спортсменка    | Обязательные фигуры | Короткая программа | Произвольная программа | Баллы  | Сумма мест | Место в итоговом протоколе |
| -------------- | ------------------- | ------------------ | ---------------------- | ------ | ---------- | -------------------------- |
| Ева Дуришинова | 19                  | 17                 | 18                     | 158.22 | 162        | 19                         |

Пары
| Спортсмены                     | Короткая программа | Произвольная программа | Баллы  | Сумма мест | Место в итоге |
| ------------------------------ | ------------------ | ---------------------- | ------ | ---------- | ------------- |
| Ингрид Шпиглова и Алан Шпигель | 14                 | 11                     | 118.39 | 112        | 13            |

Танцы на льду
| Спортсмены                 | CD | Произвольный танец | Баллы  | Сумма мест | Место в итоге |
| -------------------------- | -- | ------------------ | ------ | ---------- | ------------- |
| Ева Пештова и Иржи Покорны | 11 | 10                 | 180.60 | 96         | 11            |

## Медали

### Серебро
- Хоккей, мужчины.